# 박건용
박건용은 대한민국의 영화감독이다. 2005년에 개봉한 곽경택 감독의 영화 태풍에서 조감독을 맡았으며, 첫 감독작 킹콩을 들다가 2009년 7월 개봉했다.
University of Bristol에서 석사학위를 취득하였고, 현재 중앙대학교 영화학과 박사과정에 있다. 청운대학교 방송영화영상학과 교수이기도 하다.

## 학력
- 브리스틀대학교 대학원 영화학 석사

## 작품
- 영화 <태풍> (2005) 조감독
- 연극 <우리들의 일그러진 영웅> 연출
- 영화 <BIRTHDAY> 각본/감독
- 영화 <Single Player’s Diary> 각본/감독/제작/편집
- 영화 <Better Than the One Before> 조명감독
- 영화 <Candy Wrapper> 촬영감독
- 영화 <킹콩을 들다> (2009) 감독
- 영화 〈적과의 동침〉 감독

## 수상
- 2009년 제17회 춘사영화상 신인감독상
- 2009년 제32회 황금촬영상 신인감독상